# SPON2
SPON2 (англ. Spondin 2) – білок, який кодується однойменним геном, розташованим у людей на короткому плечі 4-ї хромосоми.  Довжина поліпептидного ланцюга білка становить 331 амінокислот, а молекулярна маса — 35 846.
| 10         |  | 20         |  | 30         |  | 40         |  | 50         |
| ---------- |  | ---------- |  | ---------- |  | ---------- |  | ---------- |
| MENPSPAAAL |  | GKALCALLLA |  | TLGAAGQPLG |  | GESICSARAL |  | AKYSITFTGK |
| WSQTAFPKQY |  | PLFRPPAQWS |  | SLLGAAHSSD |  | YSMWRKNQYV |  | SNGLRDFAER |
| GEAWALMKEI |  | EAAGEALQSV |  | HEVFSAPAVP |  | SGTGQTSAEL |  | EVQRRHSLVS |
| FVVRIVPSPD |  | WFVGVDSLDL |  | CDGDRWREQA |  | ALDLYPYDAG |  | TDSGFTFSSP |
| NFATIPQDTV |  | TEITSSSPSH |  | PANSFYYPRL |  | KALPPIARVT |  | LVRLRQSPRA |
| FIPPAPVLPS |  | RDNEIVDSAS |  | VPETPLDCEV |  | SLWSSWGLCG |  | GHCGRLGTKS |
| RTRYVRVQPA |  | NNGSPCPELE |  | EEAECVPDNC |  | V          |  |            |

A: Аланін

C: Цистеїн

D: Аспарагінова кислота

E: Глутамінова кислота

F: Фенілаланін

G: Гліцин

H: Гістидин

I: Ізолейцин

K: Лізин

L: Лейцин

M: Метіонін

N: Аспарагін

P: Пролін

Q: Глутамін

R: Аргінін

S: Серин

T: Треонін

V: Валін

W: Триптофан

Задіяний у таких біологічних процесах як клітинна адгезія, імунітет, вроджений імунітет, поліморфізм. 
Білок має сайт для зв'язування з іонами металів, іоном кальцію. 
Локалізований у позаклітинному матриксі.
Також секретований назовні.